# Philippe Laudenbach
Philippe Laudenbach (Bourg-la-Reine, 31 gennaio 1936 – Tolosa, 22 aprile 2024) è stato un attore francese.

## Biografia
Recitò in più di 50 lungometraggi, spesso assieme a Yves Gasc, Laurent Terzieff e Robert Hossein. 
Alain Resnais lo fece debuttare nel 1962 nel film Muriel, il tempo di un ritorno. Lo diresse nuovamente nel 1980 in Mon oncle d'Amérique e poi in La vita è un romanzo (1983). 
Negli anni ottanta Laudenbach fu molto richiesto come attore comprimario e lavorò con registi del calibro di François Truffaut, Claude Lelouch, Jean-Jacques Beineix, Éric Rohmer e Claude Sautet.

## Filmografia parziale
- Muriel, il tempo di un ritorno (Muriel ou le temps d'un retour), regia di Alain Resnais (1963)
- Mon oncle d'Amérique, regia di Alain Resnais (1980)
- L'indiscrezione (L'Indiscrétion), regia di Pierre Lary (1982)
- La vita è un romanzo (La vie est un roman), regia di Alain Resnais (1983)
- Finalmente domenica! (Vivement dimanche!), regia di François Truffaut (1983)
- Viva la vita (Viva la vie), regia di Claude Lelouch (1984)
- Il desiderio e la corruzione (Rive droite, rive gauche), regia di Philippe Labro (1984)
- Black Mic Mac, regia di Thomas Gilou (1986)
- Betty Blue (37°2 le matin), regia di Jean-Jacques Beineix (1986)
- Il disordine (Désordre), regia di Olivier Assayas (1986)
- Reinette e Mirabelle (4 aventures de Reinette et Mirabelle), regia di Éric Rohmer (1987)
- Travelling Avant, regia di Jean-Charles Tacchella (1987)
- Qualche giorno con me (Quelques jours avec moi), regia di Claude Sautet (1988)
- La Sentinelle, regia di Arnaud Desplechin (1992)
- Profumo d'Africa (Les Caprices d'un fleuve), regia di Bernard Giraudeau (1996)
- Zattera della Medusa (Le Radeau de la Méduse), regia di Iradj Azimi (1998)
- La vie ne me fait pas peur, regia di Noémie Lvovsky (1999)
- Dio è grande, io no (Dieu est grand, je suis toute petite), regia di Pascale Bailly (2001)
- Tanguy, regia di Étienne Chatiliez (2001)
- Maléfique, regia di Éric Valette (2002)
- Cash Truck (Le Convoyeur), regia di Nicolas Boukhrief (2004)
- Arsenio Lupin (Arsène Lupin), regia di Jean-Paul Salomé (2004)
- L'amante inglese (Partir), regia di Catherine Corsini (2009)
- Uomini di Dio (Des hommes et des dieux), regia di Xavier Beauvois (2010)
- Emotivi anonimi (Les Émotifs anonymes), regia di Jean-Pierre Améris (2010)
- La guerra è dichiarata (La Guerre est déclarée), regia di Valérie Donzelli (2011)
- Barbecue, regia di Éric Lavaine (2014)
- Il prezzo della gloria (La Rançon de la gloire), regia di Xavier Beauvois (2014)
- Marguerite & Julien - La leggenda degli amanti impossibili (Marguerite et Julien), regia di Valérie Donzelli (2015)
- Des nouvelles de la planète Mars, regia di Dominik Moll (2016)
- La Jeune Fille sans mains, regia di Sébastien Laudenbach (2016) - doppiaggio del Diavolo
- Il sogno di Francesco (L'Ami – François d'Assise et ses frères), regia di Renaud Fely e Arnaud Louvet (2016)
- Una famiglia senza freni (À fond), regia di Nicolas Benamou (2016)
- De Gaulle, regia di Gabriel Le Bomin (2020)

## Doppiatori italiani
Nelle versioni in italiano delle opere in cui ha recitato, Philippe Laudenbach è stato doppiato da:
- Sergio Di Stefano in Finalmente domenica!
- Renato Montanari in Reinette e Mirabelle
- Mario Bombardieri in Arsenio Lupin
- Gianni Giuliano in Uomini di Dio
- Rino Bolognesi in Emotivi anonimi
- Stefano De Sando in La guerra è dichiarata
- Luciano De Ambrosis in Barbecue
- Pietro Biondi in Il sogno di Francesco